# HD 169009
HD 169009，又名BD-10 4673，SAO 161412、HR 6878，是一颗恒星，视星等为6.33，位于銀經20.61，銀緯1.57，其B1900.0坐标为赤經18h 17m 30.6s，赤緯-10° 1.57′ 4″。